# Carmina Cotfas
Carmina Elena Olimpia Cotfas (n. 22 aprilie 2001, Târgu Mureș, România) este un fotomodel român, câștigătoare a concursului Miss Universe România 2021. Ea a reprezentat România la concursul Miss Universe 2021 de la Eilat, Israel.

## Biografie
Carmina Cotfas s-a născut pe 22 aprilie 2001 și a crescut la Targu Mureș. Ea urmează al treilea an de licență în istorie la Facultatea de Istorie și Filosofie a Universitatea Babeș-Bolyai din Cluj Napoca. Acolo a descoperit și lumea modei și lucrează ca model în ultimii șase ani. Dorește să devină profesor universitar de istorie și să scrie cărți pe tema istoriei, a dezvoltării personale și a turismului. A practicat volei de performanță 5 ani și a studiat canto timp de 9 ani, stăpânind în același timp și arta pianului. În copilărie și adolescență, Carmina Cotfas a participat la foarte multe festivaluri organizate în toată țara, care au obișnuit-o cu scena și au ajutat-o să scape de tracul scenei, ceea ce a reprezentat un mare avantaj pentru ea în cariera de model. Este activist al dreptului de sănătate, prezentator radio și TV în Cluj cu o experiență de 3 ani (deține recordul moderării unei emisiuni la TV Orizont timp de 6 ore, de Revelion) dar și model profesionist de la 14 ani. Carmina consideră că România este o țară mult mai dezvoltată decât, din păcate, cred mulți. Și dorește să se implice pentru creșterea încrederii românilor în propria țară. 

## Concurs de frumusete
Pe 28 august 2021, Carmina Cotfas și-a început cariera la concursul de frumusețe din cadrul concursului Miss Universe România 2021 și a câștigat titlul. În calitate de Miss Universe România, aceasta a reprezentat România la concursul Miss Universe 2021 de la Eilat, Israel. Carmina Cotfas a defilat pe podium, la finala Miss Universe din Eilat, la proba de costume naționale, cu o rochie cu motive populare românești, în valoare de 20.000 de dolari, creată de designerul israelian Aviad Arik Herman. Rochia reprezintă un tribut adus Reginei Maria, și este împodobită cu 10.000 de cristale Swarovski în culorile tricolorului.